# Parc naturel régional du Doubs
Ne doit pas être confondu avec Parc naturel régional du Doubs Horloger.
Le parc naturel régional du Doubs est une aire protégée de Suisse, labellisée Parc naturel régional en tant que Parc d'importance nationale. Il est situé dans le massif du Jura.

## Géographie
Le parc se situe le long du cours de la rivière Doubs, qui lui donne son nom et qui fait office de frontière naturelle avec la Franche-Comté, exception faite du Clos du Doubs qui voit le cours d'eau effectuer une incursion dans le canton du Jura.
Le parc est contigu au parc naturel régional Chasseral côté bernois et au parc naturel régional du Doubs horloger, côté français. Il vise à terme à articuler autour de la vallée du Doubs une même stratégie de développement durable de part et d'autre de la frontière.
Les communes du Locle et de La Chaux-de-Fonds ne sont que partiellement comprises dans le périmètre du parc.